# Peltosaure
Peltosaurus és un gènere extingit de sauròpsids (rèptils) escatosos de la família Anguidae. Els peltosaures van viure de l'Eocè mitjà al Miocè inferior. Aquest gènere fou anomenat l'any 1873 per Edward Drinker Cope. S'han nomenat moltes espècies addicionals, però la majoria s'han reassignat a diferents gèneres. Per exemple, Peltosaurus piger, nomenat el 1928, va ser reclassificat com a Odaxosaurus piger, i P. jepseni, anomenat el 1942 del Paleocè de Wyoming, però més tard es va reclassificar com a Proxestops jepseni. L'any 1955 es va nomenar una nova espècie, Peltosaurus macrodon, de l'Eocè de Califòrnia. Els ossos de sargantana del Miocè superior de Nebraska es van atribuir a una nova espècie de Peltosaurus anomenada P. minimus el 1976, ampliant la gamma de fòssils de Peltosaurus i Glyptosaurinae al Neogen. No obstant això, aquests ossos es van referir més tard a un gènere de escons anomenat Eumeces, el que significa que la gamma fòssil de Peltosaurus i Glyptosaurinae no va més enllà del Paleogen.
El nom de Peltosaurus s'anava a utilitzar per al dinosaure que ara es diu Sauropelta, però quan es va adonar que el nom estava ocupat, el va substituir.